# اس‌ام‌اس: بی‌واهمه از رؤیا
اس‌ام‌اس: بی‌واهمه از رؤیا (اسپانیایی: SMS: Sin Miedo a Soñar‎) یک مجموعهٔ تلویزیونی درام اسپانیایی ویژهٔ نوجوانان است که در سال ۲۰۰۶ منتشر شد.

## خلاصه داستان
داستان سریال دربارهٔ گروهی از نوجوانان مرفه است که در مدرسه ممتاز «کاستانیوس» تحصیل می‌کنند و زندگی‌شان پس از ورود «اِدو» دانش‌آموزی از طبقهٔ فرودست جامعه تغییر می‌کند؛ دانش‌آموزی که پس از فرار از کانون اصلاح و تربیت، تحت سرپرستی وکیلی به نام «کریستینا» است.

## گزیدهٔ بازیگران
- ماریو کاساس[۴]
- آمایا سالامانکا[۴]
- یون گونسالس[۴]
- ماریا کاسترو[۴]
- رائول پنیا[۴]
- ماریا لئون[۴]
- مارتینیو ریباس[۵]
- سرخیو مور[۶]
- آشا بیاگران